# 폐사오
폐사오(吠死烏, F45)는 대한민국의 힙합 그룹이다. 1998년 3인조로 결성되었으나 2000년 어사와 Faeza의 2인조로 재정비되었고, 2002년에 앨범을 낼 계획이었으나 여러 가지 문제로 내지 못하고 활동이 중단되었다. 팀의 이름은 ‘죽도록 소리치자 (랩을 하자)’란 뜻의 ‘폐사(吠死)’와 고구려의 고분에 그려진 태양을 상징하는 까마귀, 즉 삼족오를 뜻하는 ‘오(烏)’의 결합 형태이다.

## 역사
폐사오는 1998년 BLEX의 멤버들 사이에 결성되었다. 당시 부시삽을 맡고 있던 Malcom(박승규)은 1996년부터 힙합에 빠져들기 시작하여 G-Side라는 팀을 결성하여 몇 달간 활동한 경력이 있는 상태였다. 그러던 중, 1996년부터 음악 제작을 해오고 있던 Riotsoul(안근수) 역시 랩을 하고 있던 대자재천(최동환)과 만나 3인조의 형태로 결성된 것이다. 그들은 클럽 MP에서의 공연을 중심으로 활동하였고, 대자재천은 이름을 Shiva로 바꾸고 검은소리 2번째 앨범에 참여하기도 하였다. 그러나 얼마 가지 않아 팀 멤버들의 군입대로 활동이 잠시 정지되게 된다.
2000년 군복무를 마친 폐사오 멤버들은, Shiva가 빠지고, Malcom은 어사로, Riotsoul은 Faeza(패자)로 이름을 바꾸어 2인조 형태로 재정비되었다. 짧은 적응 기간 후 곧바로 신곡인 비장한 각오를 발표한 이들은, 앨범 작업을 시작하였다. 또한 앨범을 작업하면서 어사와 ((+))(뿅뿅)이라는 아티스트가 뭉쳐, 《랩판》이라는 프로젝트 컴필레이션을 프로듀싱하여 발표하기도 하였다.
그러던 중 이들은 2002년 상반기에 앨범을 내겠다고 발표하고 잠적을 하게 되었다. 그러나 여러 가지 개인적인 사정이 겹쳐 이 앨범은 계속 미뤄졌고, 결국 팀은 활동이 완전히 정지되었다. 그들의 마지막 작업물은 2dr의 1집에 수록된 두 곡이다.
대표곡: 제 3행성의 문제, 비장한 각오, 하면 된다

## 근황[1]
- Malcom은 결혼 후 보드 의류업체 '번치'(www.bunch.co.kr)를 창업하여 CEO로 활동중이다.
- Faeza는 뮤직비디오 쪽에서 일을 하면서 일본에 거주 중이다.